# Annabelle Brunet
Annabelle Brunet (Perpinyà, 11 d'octubre de 1976) és una advocada i política nord-catalana. Inicialment membre del partit de dreta la Unió de Democràtes i Independents, i després d'Els Centristes, fou entre 2015 i 2020 adjunta a la batllia de Perpinyà i responsable de les relacions amb la Universitat Via Domícia de la mateixa ciutat. Fou una de les persones claus, i més importants, pel que fa a la realització de l'acte multitudinari del Consell de la República a Perpinyà, que amb el nom La República al centre (del món), que aplegà més de 100.000 persones al voltant dels exiliats polítics Clara Ponsatí, Carles Puigdemont i Toni Comín a la capital nord-catalana el 29 de febrer del 2020.
A les eleccions legislatives franceses de 2024 es presentà com a candidata a la primera circumscripció dels Pirineus Orientals en una plataforma centrista anomenada "Primavera" amb el suport de partits com Els Centristes i Unitat Catalana amb la recuperació de la catalanitat com a eix central.